# Special Activities Division

Sceau de la Central Intelligence Agency.

La Special Activities Division (traduisible en division des activités spéciales) ou SA Division, est un service de la direction des opérations de la Central Intelligence Agency (CIA), responsable de ses actions clandestines (covert actions) telles que la propagande, l'action politique et les opérations paramilitaires. 

## Histoire
Son activité a démarré à la sortie de la Deuxième Guerre mondiale, en prenant la relève de l'Office of Strategic Services (OSS) pour les activités paramilitaires clandestines.
Le service paramilitaire de la CIA a porté divers noms au cours de son histoire. Il a agi en Corée, en République populaire de Chine, au Tibet, au Congo, en Indonésie, en Bolivie (traque de Che Guevara), en Asie du Sud-Est, etc. À la suite de l'échec du débarquement de la baie des Cochons en 1961, la plupart des programmes paramilitaires en cours de la CIA furent confiées à l'armée. Au Viêt-nam, la CIA avait mené diverses opérations d'infiltration d'agents au Nord-Viêt Nam et de formation d'unités irrégulières du Civilian Irregular Defense Group (CIDG) via la branche paramilitaire de sa station de Saïgon, la Military Operations Section (MOS) - qui utilisait le nom de couverture de Combined Studies Division (CSD). L'autorité sur ces missions fut transférée de la station de la CIA au Military Assistance Command, Vietnam dans le cadre de l'opération Switchback (voir aussi l'article sur le Military Assistance Command, Vietnam – Studies and Observations Group). Au Laos, la CIA finança une « armée secrète » issue du peuple Hmong et commandée par Vang Pao. 
Le service d'action secrète de la CIA fut réduit après la fin de la guerre du Viêt Nam. Il fut toutefois largement utilisé sous la présidence de Jimmy Carter ; à l'époque il s'appelait Covert Action Staff (CAS). Sa branche paramilitaire était appelée Special Operations Group et dirigée par James Glerum en 1978. 
Au cours des années 1980, appelé International Activities Division (IAD) et dirigée par Robert Magee, il fut impliqué dans l'assistance secrète aux Contras du Nicaragua, notamment via sa branche paramilitaire, dirigée par Rudy Enders. Un agent de l'IAD, Keith Hall, fut envoyé à Beyrouth pour traquer les terroristes responsables de l'attentat contre l'ambassade américaine en avril 1983. L'IAD s'occupait aussi d'assistance secrète aux services gouvernementaux de pays alliés tels que le Maroc. 
Dans la deuxième moitié des années 1980, le service d'action clandestine avait été renommé Special Activities Staff (SAS), et sa branche paramilitaire, Special Operations Group (SOG). Le SAS comprenait par ailleurs une Air Branch, une Maritime Branch, une Ground Branch et une Contracts Branch. La branche paramilitaire de la CIA a également été mise à contribution dans le cadre du programme afghan. Un de ses officiers impliqués dans le programme était Michael G. Vickers. 
À la fin de la guerre froide, la CIA réduisit ses forces d'action clandestine et en particulier paramilitaires. En 1993, le Special Activities Staff comptait 190 personnels et gérait un budget de 70 millions de dollars. Cela ne changea qu'en 1997 lorsque George Tenet devint directeur de la CIA et décida d'augmenter les moyens de son agence. En 1997, à un colloque intitulé Does America Need the CIA? (« Est-ce que l'Amérique a besoin de la CIA ? »), le directeur de la CIA George Tenet défendit (entre autres) le maintien des capacités d'action secrète de la CIA « parce que chaque Président depuis Truman a voulu que cette option soit disponible. De surcroît, le Congrès a voulu que le Président ait cette option ». 
Au milieu des années 1990, le SAS a été renommé Special Activities Division. De novembre 1995 à juin 1997, le directeur adjoint de cette division était le général de brigade William G. Boykin. Un de ses rôles à l'époque était de coordonner la collecte et l'analyse de renseignement sur des personnes inculpées de crimes de guerre dans les Balkans en vue d'arrestations de vive force.
Un autre nom porté par ce service est Military and Special Programs Division. En 1996, elle signa un accord de soutien mutuel avec le Defense POW/Missing Personnel Affairs Office (DPMO) en matière de récupération de personnel. Elle fut aussi impliquée dans un programme de lutte contre le trafic de drogue au Pérou à partir de 1997. 
Au début de la guerre d'Afghanistan, la CIA envoya des équipes pour établir le contact avec les chefs de guerre afghans opposés aux Talibans. La première équipe, nom de code Jawbreaker, dirigée par Gary Schroen, arrivée dans la vallée du Pandjchir le 27 septembre, fut la première force américaine déployée en Afghanistan. Ces équipes comprenaient des officiers paramilitaires de la Special Activities Division. Sa présence en Afghanistan fut le sujet d'une certaine couverture médiatique, notamment à cause de la révélation de la mort d'un officier paramilitaire de la CIA lors de la mutinerie de Qala-e-Jangi. 
À cette époque, la Special Activities Division comptait environ 200 personnes et était apparemment organisée en plusieurs groupes :
- le Special Operations Group qui mène les opérations paramilitaires
- le Foreign Training Group chargé de la formation de services de police et de renseignement étrangers
- le Propaganda and Political Action Group chargé de la désinformation
- le Computer Operations Group qui s'occupe de la guerre de l'information
- le Proprietary Management Staff qui gère les compagnies fictives servant de couvertures aux activités secrètes

Au début de la guerre d'Afghanistan, la Special Activities Division ne comptait plus que quelques dizaines d'officiers paramilitaires. Beaucoup étaient entraînés dans une autre spécialité telle qu'officiers traitants ou officiers d'opérations, mais la plupart manquaient de connaissances linguistiques utiles, de connaissance de l'Asie Centrale ou d'expérience en contre-terrorisme. Lors des premières opérations en Afghanistan, le chef de la Special Activities Division était Rod Smith. Un de ses successeurs fut John D. Bennett. 
La CIA a également envoyé des équipes paramilitaires au Kurdistan irakien avant le début de la guerre d'Irak, qui créera notamment le réseau DBROCKSTARS.
Dans son rapport final (2004), la Commission nationale sur les attaques terroristes contre les États-Unis a recommandé de placer toutes les opérations paramilitaires sous l'autorité du département de la Défense et de fusionner toutes ces activités avec celle de l'United States Special Operations Command, les opérations devant être planifiées de manière commune. Les arguments sont qu'avant le 11 septembre la CIA n'avait gardé qu'une capacité limitée d'action clandestine, et que ces capacités font doublon avec celles du département de la défense. Les ressources seraient plus efficaces et moins coûteuses si elles étaient regroupées en une seule entité. Cette idée soulève plusieurs problèmes, dont la question de la supervision de ces opérations (les lois qui régissent les actions secrètes sont différentes de celles encadrant les opérations de l'armée) et la crainte d'une perte de flexibilité de la CIA qui était un de ses points forts par rapport aux forces spéciales militaires. Le secrétaire à la Défense Donald Rumsfeld et le directeur de la CIA Porter Goss se sont tous deux opposés à une fusion. Cette recommandation de la commission est une des rares à ne pas avoir été suivie.
En 2015, un organigramme déclassifié de la CIA indique qu'elle a désormais un Special Activities Center.

## Recrutement
Les membres de la Special Activities Division sont principalement recrutés parmi les forces spéciales américaines telles que les Navy SEALs ou la Delta Force,.

## Membres notables
- Allen Lawrence Pope
- George Bacon
- Morris "Moe" Berg
- William Francis Buckley
- William Colby
- Jerry Daniels
- John Downey
- Richard Fecteau
- James "Jim" Glerum
- Wilbur "Will" Green
- Thomas "Tom" Fosmire
- Ronald Belliveau
- Richard (Dick) Holm
- Bill Lair
- Lloyd C. "Pat" Landry
- Grayston Lynch
- Michael Patrick Mulroy
- Anthony Poshepny
- Phillip Reilly
- William "Rip" Robertson
- Félix Rodríguez
- Johnny Micheal Spann
- Gar Thorsrud
- Ernest "Chick" Tsikerdanos
- Michael G. Vickers
- Billy Waugh
- William (Bill) Young
- Leo Camilleri
- Gregory Vogle
- Douglas A. Zembiec

- Chris Mueller et William Carlson: Le 25 octobre 2003, les officiers paramilitaires Christopher Mueller et William  Carlson ont été tués alors qu'ils menaient une opération visant à tuer / capturer des dirigeants d'al-Qaida de haut niveau près de Shkin, en Afghanistan. Ces deux officiers ont reçu des étoiles sur le mur commémoratif de la CIA à leur quartier général à Langley, en Virginie[31]. «Le courage de ces deux hommes ne peut être surestimé», a déclaré le directeur du renseignement central, George Tenet, lors d'un rassemblement de plusieurs centaines d'employés de l'Agence et de membres de leur famille. "Chris et Chief font passer la vie des autres avant la leur. C'est l'héroïsme défini." Mueller, un ancien Navy SEAL et Carlson, ancien soldat des forces spéciales de l'armée, opérateur de la Delta Force et membre de la nation Blackfeet dans le Montana, sont morts lors de cette opération secrète. Les deux officiers ont sauvé la vie d'autres personnes, y compris des soldats afghans, lors de l'engagement avec les forces d'al-Qaida[31],[32]. Dans le livre d'Oliver North American Heroes in Special Operations un chapitre est consacré à leur histoire[33].

## Forces similaires dans le monde
- France : Service Action de la direction générale de la Sécurité extérieure (DGSE).
- Royaume-Uni : E Squadron (anciennement The Increment), unité secrète des forces spéciales britanniques, détachée auprès du Secret Intelligence Service (MI6).
- Russie : Zaslon, unité secrète du SVR formée en 1998.
- Israël : "Kidon", service action du Mossad